# 裏川
裏川（うらかわ）は、大分県大分市を流れる大分川水系の一級河川である。大分川の派川（分流）で、大分市岩田町で大分川から分かれ別府湾に注ぐ。

## 概要
下流域に入って北流する大分川の滝尾橋やや下流で、右岸から東側に分派し、東流後、次第に流れを北寄りに変える。大分県道22号大在大分港線と交差する付近で向きを北西に変え、再度大分川に近づき、別府湾に注ぐ。分派地点から河口までの全域が感潮域である。
大分川からの分岐後の両岸は平和市民公園として整備されている。また、県道22号より下流域は、右岸には大分臨海工業地帯があり、左岸には旧大分空港跡に大洲総合運動公園が整備されている。
流域は市街化が進んでおり、生活排水が流入し、川底にヘドロが堆積するなど、環境が悪化しているため、河川再生整備事業が行われている。

## 支流
- 七歩川
- 殿川